# Arthur Pic
Arthur Pic (Montélimar, 1991. október 5. –)  2014-ben debütált a GP2-ben a Camos Racing pilótája ként. Charles Pic testvére, aki még 2013-ban a Formula–1-ben versenyzett.

## Eredményei

### Teljes Formula Renault 3.5 Series eredménylistája
| Év   | Csapat        | 1        | 2        | 3        | 4        | 5        | 6       | 7        | 8        | 9        | 10       | 11       | 12       | 13       | 14       | 15       | 16       | 17       | Helyezés | Pont |
| ---- | ------------- | -------- | -------- | -------- | -------- | -------- | ------- | -------- | -------- | -------- | -------- | -------- | -------- | -------- | -------- | -------- | -------- | -------- | -------- | ---- |
| 2011 | Tech 1 Racing | ALC 1 Ki | ALC 2 14 | SPA 1 16 | SPA 2 12 | MNZ 1 Ki | MNZ 2 9 | MON 1 6  | NÜR 1 20 | NÜR 2 14 | HUN 1 19 | HUN 2 11 | SIL 1 16 | SIL 2 21 | LEC 1 19 | LEC 2 Ki | CAT 1 10 | CAT 2 10 | 23.      | 12   |
| 2012 | DAMS          | ALC 1 Ki | ALC 2 3  | MON 1 11 | SPA 1 15 | SPA 2 Ki | NÜR 1 4 | NÜR 2 Ki | MSC 1 4  | MSC 2 1  | SIL 1 Ki | SIL 2 4  | HUN 1 5  | HUN 2 6  | LEC 1 Ki | LEC 2 14 | CAT 1 11 | CAT 2 6  | 8.       | 102  |
| 2013 | AV Formula    | MNZ 1 6  | MNZ 2 4  | ALC 1 3  | ALC 2 Ki | MON 1 10 | SPA 1 4 | SPA 2 Ki | MSC 1 12 | MSC 2 16 | RBR 1 5  | RBR 2 20 | HUN 1 9  | HUN 2 Ki | LEC 1 6  | LEC 2 7  | CAT 1 Ki | CAT 2 Ki | 8.       | 74   |

### Teljes GP2-es eredménylistája
(Táblázat értelmezése)

(Félkövér: pole-pozícióból indult; dőlt: leggyorsabb kört futott) 

| Év   | Csapat        | 1          | 2          | 3          | 4         | 5          | 6         | 7          | 8          | 9          | 10          | 11         | 12         | 13        | 14         | 15         | 16         | 17        | 18         | 19         | 20         | 21         | 22        | Helyezés | Pont |
| ---- | ------------- | ---------- | ---------- | ---------- | --------- | ---------- | --------- | ---------- | ---------- | ---------- | ----------- | ---------- | ---------- | --------- | ---------- | ---------- | ---------- | --------- | ---------- | ---------- | ---------- | ---------- | --------- | -------- | ---- |
| 2014 | Campos Racing | BHR FEA 5  | BHR SPR 9  | ESP FEA 6  | ESP SPR 4 | MON FEA 6  | MON SPR 5 | AUT FEA 10 | AUT SPR 13 | GBR FEA 11 | GBR SPR 22† | GER FEA 19 | GER SPR Ki | HUN FEA 1 | HUN SPR 6  | BEL FEA 15 | BEL SPR 20 | ITA FEA 2 | ITA SPR 7  | RUS FEA 4  | RUS SPR 5  | ABU FEA 8  | ABU SPR 3 | 7.       | 124  |
| 2015 | Campos Racing | BHR FEA Ki | BHR SPR 10 | ESP FEA 9  | ESP SPR 8 | MON FEA 4  | MON SPR 6 | AUT FEA 9  | AUT SPR 11 | GBR FEA 14 | GBR SPR 16  | HUN FEA 13 | HUN SPR 10 | BEL FEA 2 | BEL SPR Ki | ITA FEA 7  | ITA SPR 2  | RUS FEA 8 | RUS SPR 13 | BHR FEA 10 | BHR SPR 16 | ABU FEA 17 | ABU SPR T | 11.      | 60   |
| 2016 | Rapax         | ESP FEA 13 | ESP SPR Ki | MON FEA 10 | MON SPR 9 | EUR FEA Ki | EUR SPR 8 | AUT FEA 9  | AUT SPR 18 | GBR FEA 14 | GBR SPR 11  | HUN FEA 5  | HUN SPR Ki | GER FEA 4 | GER SPR 3  | BEL FEA    | BEL SPR    | ITA FEA   | ITA SPR    | MAL FEA    | MAL SPR    | UAE FEA    | UAE SPR   | 13.*     | 36*  |

* Szezon folyamatban.
† A versenyt nem fejezte be, de helyezését értékelték, mert a versenytáv több, mint 90%-át teljesítette.